# Karlskoga (Gemeinde)
Koordinaten: 59° 20′ N, 14° 31′ O

Karlskoga ist eine Gemeinde (schwedisch kommun) in der schwedischen Provinz Örebro län und der historischen Provinz Värmland. Der Hauptort der Gemeinde ist Karlskoga. Er ist der einzige Ort, der eine Ortschaft (tätort) ist.
Auf dem Gebiet der Gemeinde liegt die Motorsport-Rennstrecke Karlskoga Motorstadion, die älteste permanente Rennstrecke Schwedens. Auf der Piste fand unter anderem 1978 und 1979 der Große Preis von Schweden zur Motorrad-Weltmeisterschaft statt.

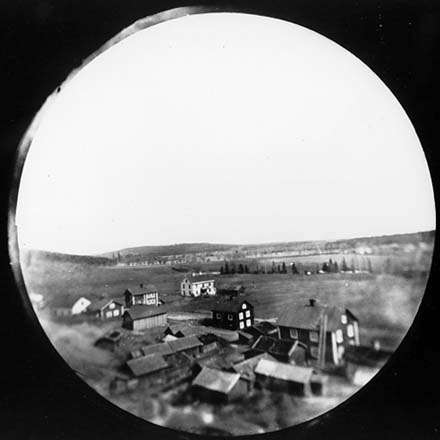
Karlskoga um 1897 – vermutlich das erste je von einer Rakete aufgenommene Luftbild.

## Partnerstädte
- Dänemark: Aalborg
- Norwegen: Fredrikstad
- Finnland: Riihimäki
- Island: Húsavík
- Russland: Iwangorod
- Lettland: Olaine
- Estland: Narva
- Italien: Sanremo
- Vereinigte Staaten: Wheaton